# Vítiza
|  | Per a altres significats, vegeu «Benet d'Aniana». |

Vítiza (?, 687 - Toledo, 710) (visigòtic: * Wiþigja) fou rei visigot d'Hispània del 695 al 710. Era fill del rei Ègica i d'una seva primera muller. El seu pare l'associà al tron el 695 i l'envià a governar el Regne Sueu, i residí a Tui de Galícia. A la mort d'Ègica (702), Vítiza governà sol a Toledo.
Vítiza sembla haver estat un governant més suau que el seu pare. Conscient segurament de la tensions creades pel seu antecessor amb les seves persecucions, va cridar als desterrats pel seu pare, i els va tornar les seves propietats i els seus esclaus i va cremar públicament les declaracions, que havien signat obligats, sobre deutes al tresor. Fins i tot els va tornar els seus càrrecs palatins.
El seu regnat es va iniciar amb la celebració del XVIII Concili de Toledo, les actes del qual no s'han conservat, en el qual segurament se li va confirmar en el tron. Estaria presidit pel metropolità Fèlix, al que una mica més tard va succeir Gunderic o Gulderic (qui no exercí el càrrec molts anys doncs els últims anys de Vítiza era metropolità Sindred, que dirigia al clero amb mà fèrria, seguint els dictats regis).
Poc se sap del seu regnat, però el cronista anònim continuador de la Crònica d'Isidor de Sevilla esmenta que va portar prosperitat i goig a Hispània. En 697 va enviar un contingent de visigots per a una força expedicionària romana a defensar l'exarcat d'Àfrica, que havia estat envaït pel Califat omeia en témer que l'extensió musulmana arribés als seus dominis. En un atac sorpresa van aconseguir ocupar la ciutat i fer fugir la guarnició, però Hassan ibn al-Nu'man va aturar la seva campanya, va retornar a la ciutat, on va derrotar els defensors. Molts visigots van lluitar a mort i els musulmans van reduir Cartago a runa, tal com ho havien fet segles abans els romans.
A la seva mort l'any 710, una facció de funcionaris palatins, segurament derivada dels perjudicats per Ègica, va col·locar en el tron a Toledo a Roderic probablement dux de la Bètica (conegut a Espanya com don Rodrigo), qui no va obtenir el suport d'una bona part de la noblesa ni tampoc del clero.
Encara que se suposa a Roderic combatent als vascons quan van desembarcar els àrabs el 711, la cosa més probable és que hagués hagut de fer front a una rebel·lió de la noblesa vitiziana, que dirigida pels germans de Vítiza, fills d'Ègica i de Kiksilo o Quixilona, que es deien Oppas i Sisibert, i pel fill de Vítiza, Àquila II que dominaven almenys la Tarraconense i la Narbonense mentre Roderic dominava Lusitània, Cartaginense (en totes dues va emetre moneda) i la Bètica.